# Apolline Traoré

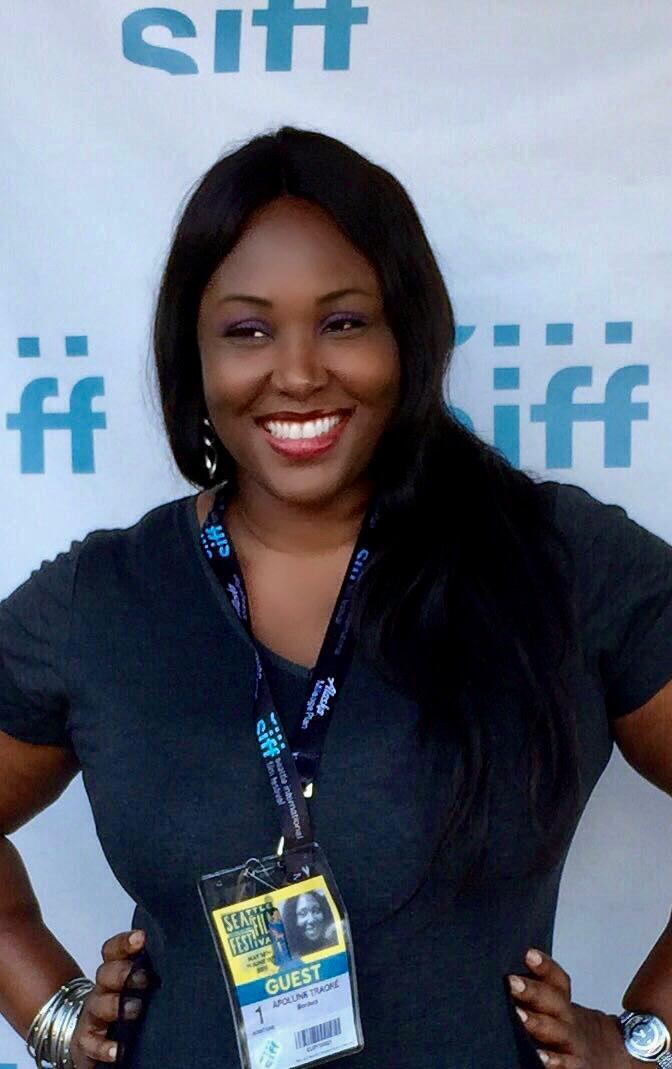
Apolline Traoré 2017 in Seattle

Apolline Traoré (* 1976 in Ouagadougou) ist eine Regisseurin aus Burkina Faso.

## Leben und Karriere
Traoré ist Tochter eines burkinischen Diplomaten, der aus beruflichen Gründen viele Jahre mit seiner Familie im Ausland lebte. Als sie 17 Jahre alt war, zog ihre Familie in die USA, wo sie am Emerson College in Boston studierte und 1998 ihren Bachelor in Medienkunst machte. Nach 2000 begann ihre Karriere im Film, sie führte Regie bei mehreren Kurzfilmen: The Price of Ignorance (2000), Sous la clarté de la lune (2004) und Kounandi (2003), der 2004 auf dem Toronto International Film Festival in der Sektion Planet Africa gezeigt wurde. 2002 schrieb sie das Drehbuch für die aus 20 Episoden bestehende Fernsehserie Monia et Rama, bei der sie auch die Regie führte.
2005 kehrte sie in ihr Heimatland zurück, um dort Filme zu drehen. Ihr Mentor war Idrissa Ouédraogo. Sie führte dann Regie bei der Fernsehserie Le Testament und bei mehreren Spielfilmen, die stets in Afrika spielten. 
In einem Interview während des Portland Community Collage Cascade Festival of African Films sagte sie, dass sie anfangs auf große Vorbehalte bei ihrer Regiearbeit in Afrika wegen ihres Geschlechts und ihres jungen Alters gestoßen sei. Als problematisch gestalte sich auch immer die Finanzierung von Filmen. Charakteristisch für ihre Filme, so Traoré, sei ein offenes Ende, das die Menschen dazu bringt, über das gezeigte Thema nachzudenken. Ihr Ziel sei es, dass afrikanische Filme auch auf anderen Kontinenten vorgeführt werden, um die Menschen dort mit der afrikanischen Kultur bekannt zu machen.
In Anerkennung ihrer filmischen Leistungen war Apolline Traoré 2022 Jurymitglied des Luxor African Film Festivals für die Sektion Long Narratives.

## Auszeichnungen
Traorés erster Kurzfilm The Price of Ignorance gewann 2005 den Prix du Jury beim Panafrikanischen Film- und Fernsehfestival in Ouagadougou (FESPACO). Acht Jahre später erhielt Mariam Ouédraogo, die Hauptdarstellerin in Moi Zaphira, den Preis der besten Schauspielerin für ihre Rolle in Traorés Film auf dem Filmfestival FESPACO.
Im Jahr 2017 wurde Traoré für Frontières der Paul Robeson Prize verliehen, ein Preis für den besten Regisseur der afrikanischen Diaspora, verliehen vom FESPACO.
Ihr Film Sira nahm auf der 73. Berlinale 2023 in der Sektion Panorama teil und feierte dort Weltpremiere. Sie erhielt den Panorama-Publikumspreis der Berlinale für ihren Film.
Apolline Traoré wurde außerdem in die Serie Women of Action, Stories of Change der World Bank of Africa aufgenommen, wo sie als „changemaker“ (Verändernde) charakterisiert wird, die sich durch ihre Arbeit als Filmschaffende für mehr soziale Inklusion einsetzt.
Ihr Film Sira wurde von Burkina Faso als Beitrag für die Oscarverleihung als bester Internationaler Films 2024 eingereicht.

## Filmografie
- 2000: The Price of Ignorance (Kurzfilm)
- 2003: Kounandi (Kurzfilm)
- 2004: Sous la clarté de la lune (Kurzfilm)
- 2005: Monia et Rama (Fernsehserie)
- 2008: Le Testament (Fernsehserie)
- 2013: Moi Zaphira
- 2017: Borders
- 2018: Frontières
- 2019: Desrances
- 2023: Sira